# Fritz Max Hofmann-Juan
Fritz Max Hofmann-Juan (* 9. Juli 1873 in Dresden; † 31. Mai 1937 ebenda) war ein deutscher Maler und Grafiker.

## Leben

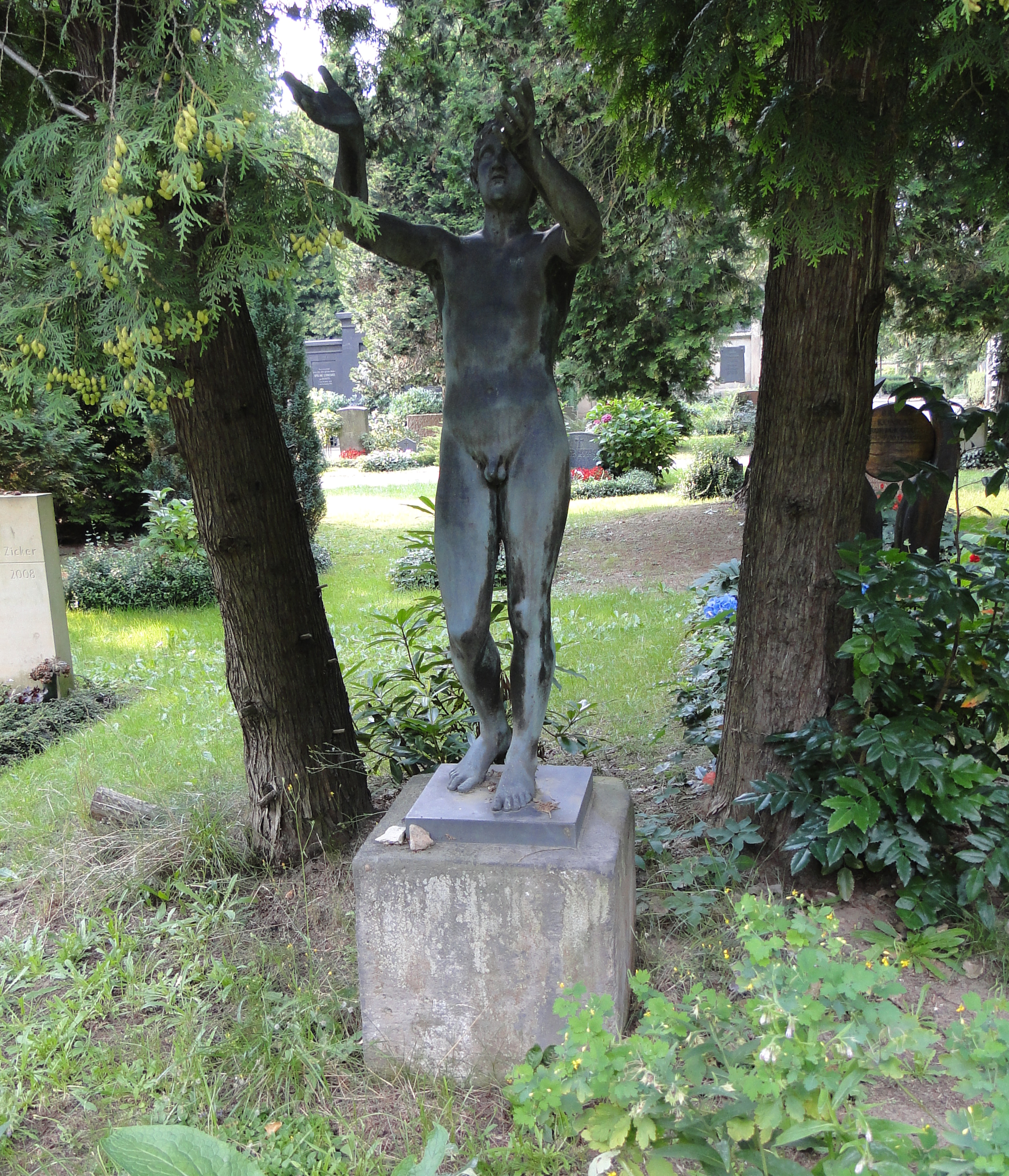
Grabstätte von Fritz Max Hofmann-Juan

Fritz Max Hofmann-Juan, wie er sich etwa seit 1906 nannte, studierte an der Kunstakademie in Dresden und etwa ab 1895 in Paris an der Académie Julian. Seine Lehrer in Dresden waren unter anderem Leon Pohle und Ferdinand Pauwels sowie Leonhard Gey und Julius Scholtz. Er gehörte nach seiner Rückkehr aus Frankreich 1910 der Münchner Künstlergruppe Sema an, deren erster Schriftführer er zeitweise war. 1915 wurde eines seiner Werke als „sicherlich eine der stärksten Leistungen“ der Jahresausstellung von 1914 im Glaspalast in München gelobt. Später lebte er in Dresden, wo er mit dem Jakob-Böhme-Bund in Kontakt kam. Eine Indienreise im Jahr 1927 inspirierte ihn nachhaltig. In den 1930er Jahren entwickelte sich sein Stil von einem eher eruptiven Expressionismus zu einer klassischen Strenge, die an spanische Werke des 17. und 18. Jahrhunderts erinnerte.
In der Zeit des Nationalsozialismus war Hofmann-Juan obligatorisch Mitglied der Reichskammer der bildenden Künste.
Hofmann-Juan wurde in einer Gemeinschaftsgrabstelle auf dem Loschwitzer Friedhof bestattet. Dort sind auch seine Ehefrau Liddy (1884–1935), die Künstlerin Irena Rüther-Rabinowicz, ihr Mann, der Künstler Hubert Rüther, ihr zweiter Gatte und ihre Mutter begraben; laut Peter Richter wurde Hofmann-Juan „zwischen seiner Ehefrau, seiner Geliebten und deren Ehemann aufrecht stehend sowie mit einer Pistole und einer Schachtel Zigaretten in der Hand“ beerdigt.
Ein Porträt Hofmann-Juans schuf Willy Kriegel. 2001 fand in Freital eine Ausstellung mit Bildern Hofmann-Juans statt.

## Einzelne Werke
Eine Lithographie aus der Zeit in Frankreich trägt den Titel Notre-Dame de Paris. Ein Abzug dieses 1912 entstandenen Werks befindet sich im Los Angeles County Museum of Art. Während seiner Aufenthalte in Paris entwickelte Hofmann-Juan als Maler zunächst einen Stil, der dem der französischen Impressionisten nahekam. Zu seinen Hauptwerken aus dieser Schaffensphase gehört das 81 cm hohe und 66 cm breite Ölgemälde Frauenraub, das um 1910 entstand.

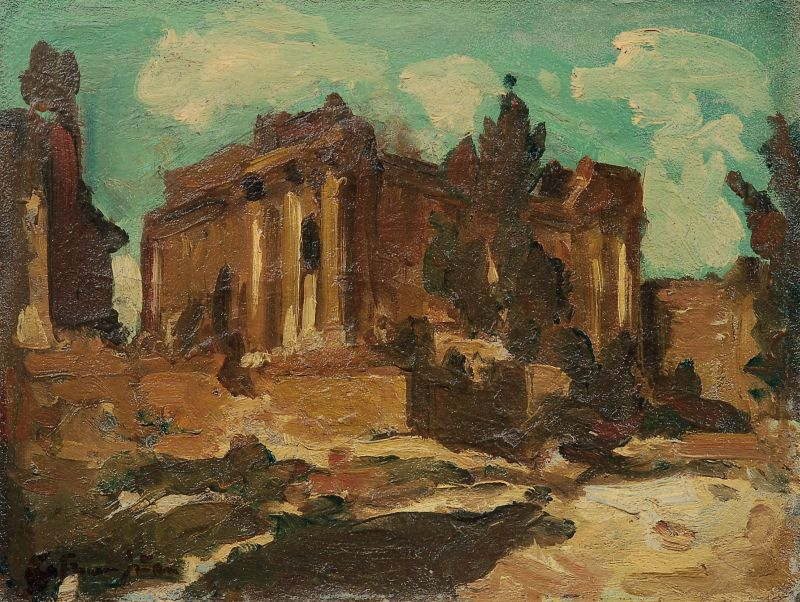
Sonnentempel von Baalbek

Ungefähr um dieselbe Zeit schuf Hofmann-Juan mehrere Bilder des Sonnentempels von Baalbek, von denen er eines 1911 in München ausstellte.
Die Gesellschaft im Freien, ein Werk, das offenbar zeitweise auch den Titel Ruinen eines Heiligtums trug, dürfte von Édouard Manets Frühstück im Grünen beeinflusst sein. Hofmann-Juan malte es 1922 und löste damit einen Skandal aus.
Das Bild Heiliger Tempelteich gehört zu einer Reihe von Gemälden, die 1927 auf der Dresdner Kunstausstellung gezeigt wurden und wohl den Höhepunkt des Schaffens Hofmann-Juans darstellen. Seine Indienreise hatte er angetreten, um die Fresken in den Tempeln von Ajanta zu restaurieren.
Zu den spätesten Werken des Malers gehört das Porträt der Künstlerin Irena Rüther-Rabinowicz. Es zeigt die Malerin, die sich 1919 als erste weibliche Studentin an der Kunstakademie Dresden immatrikuliert hatte, in eleganter Kleidung vor der angedeuteten Silhouette Dresdens. Im Katalog der Städtischen Kunstsammlung Freital wird dieses Bild mit den Repräsentationsporträts im Spanien des 17. Jahrhunderts verglichen. Ein weiteres Porträt der Künstlerin, das Hofmann-Juan ebenfalls 1935 schuf, zeigt diese im Reiterkostüm vor einem Pferd. Hofmann-Juan hatte sie während ihres Studiums von 1919 bis 1922 finanziell unterstützt, und sie blieb ihm lebenslang verbunden.

## Ausstellungen (unvollständig)

### Sicher belegte Teilnahme an Ausstellungen in der Zeit des Nationalsozialismus
- 1933: Dresden, Brühlsche Terrasse („Die Kunst dem Volke“)
- 1935: Dresden („Dresdner Kunstausstellung mit Sonderschau Kriegsbilder“)
- 1936: Dresden („Kunstausstellung Dresden“)

### Postume Ausstellungen mit Werken Hofmann-Juans
- 1946; Dresden, Kunstausstellung Sächsische Künstler[13]
- 1948: Radebeul, Haus der Kunst („Dresdner Impressionisten“)[14]
- 2001: Freital, Städtische Kunstsammlung